# Aechmea reclinata
Aechmea reclinata Sastre & Brithmer – gatunek rośliny z rodziny bromeliowatych (Bromeliaceae Juss.). Występuje endemicznie na Martynice. Został odkryty w 1998 roku przez zespół PNRM (R. Brithmer, F. Martail, J-C. Nicolas, M. Bourgade) w lesie namorzynowym u brzegów zatoki Génipa i sklasyfikowany przez botanika Claude'a Sastre'a. Wkrótce po odkryciu gatunku ¾ jego siedliska zostało nielegalnie zajęte pod uprawę trzciny cukrowej. Takson jest potencjalnie zagrożony wyginięciem, lecz nie jest objęty ochroną prawną. Roślina została jednak wpisana w 2013 roku do Czerwone Księgi Roślin Naczyniowych Martyniki (Liste rouge de la Flore vasculaire de Martinique) – zaliczona została do gatunków krytycznie zagrożonych wyginięciem. 

## Morfologia
PokrójJest to zwykle epifit rosnący na drzewach, choć może również występować bezpośrednio na podłożu.
LiścieSztywne, zwisające, zebrane w rozety. Blaszka liściowa jest ząbkowana.
KwiatyGłąbik jest zwisający. Kwiatostany zielone z białymi brzegami.
OwoceZawierają małe nasiona o brązowej barwie.

## Biologia i ekologia
Rośnie w cieniu lasów namorzynowych oraz w suchych lasach. Kwitnie głównie od kwietnia do października.